# 130 км (селище)
130 км (рос. 130 км) — селище у складі Топкинського округу Кемеровської області, Росія.
Стара назва — Нацмен.

## Населення
Населення — 47 осіб (2010; 45 у 2002).
Національний склад (станом на 2002 рік):
- росіяни — 93 %